# Annalise Keating
Annalise Keating (nascida Anna Mae Harkness) uma personagem fictícia da série de televisão How to Get Away with Murder. A personagem foi criada por Peter Nowalk e é interpretada por Viola Davis. Keating é uma advogada de defesa e professora de Direito de destaque da Filadélfia na fictícia Universidade Middleton.Annalise é descrita como uma mulher de temperamento instável e extremamente audaciosa e persuasiva, segundo ela "as pessoas devem ser capazes de mover montanhas com as palavras". Porém é muito confiante em si mesma e no seu trabalho, sendo uma profissional amada e temida ao mesmo tempo. 
Por sua atuação como Keating, Viola Davis venceu o Prémio Screen Actors Guild para melhor atriz em série de drama de 2014 e o Emmy do Primetime de melhor atriz em série dramática de 2015.

## Enredos

### Antes da série
Pouco é conhecido sobre a infância de Keating, mas, sua mãe, Ophelia Harkness, durante uma aparição, revelou uma quantidade de informações. Quando um parente, Clyde, precisou de um lugar para morar, Ophelia resolveu ajudá-lo. Ophelia descreveu Clyde como alcoólatra e fumante. Certa vez, Ophelia acordou-se de repente e encontrou Clyde saindo do quarto de Anna Mae (Annalise); então, ela entendeu que Clyde havia abusado sexualmente da filha e, dias depois, ela tirou as crianças da casa e ateou fogo na residência com Clyde dentro matando-o.
Após algum tempo de sua graduação na Harvard University, Anna Mae mudou seu nome para Annalise Keating e iniciou seu escritório de Direito. Durante sua Graduação, ela se relacionou com a prestigiada Advogada de Defesa Eve Rotlo, mas acabou se casando com Sam Keating seu psicólogo, o qual ia, segundo Eve, para entender sua homossexualidade.

### Primeira temporada
A primeira temporada introduz Annalise Keating como uma advogada de defesa bem sucedida, representando clientes de de alto perfil, e também como uma professora de direito penal amplamente reverenciada na fictícia Universidade Middleton. Annalise é casada com Sam Keating e tem um relacionamento oculto com Nate Lahey, um detetive. Bonnie Winterbottom e Frank Delfino são ajudantes de trabalho - e o mais próximo de amigos - de Annalise. No episódio piloto, Annalise prepara seus alunos para um caso e afirma que os cinco melhores terão a oportunidade de trabalhar com ela em seu escritório; devido às circunstâncias, Annalise escolhe Connor Walsh, Michaela Pratt, Laurel Castillo, Wes Gibbins e Asher Millstone. Enquanto Annalise e seus alunos resolvem casos, a Universidade Middleton continua aterrorizada com o desaparecimento de Lila Stangard. Quando o corpo de Lila é achado dentro de uma caixa d'água, Annalise e seus alunos começam a defender Rebecca Sutter, uma das amigas de Lila. Depois que Annalise descobre que Sam, seu marido, tinha um caso com Lila, ela desmorona com todas suas emoções. Mas não foi o suficiente para Annalise parar. Ela, em sequência, descobre inúmeras evidências que culpam Sam como o assassino de Lila. Uma noite, Rebecca entra na casa de Annalise e encontra Sam, que tenta retirá-la do lugar. Michaela, que também estava na casa, liga para Wes e outros dois alunos de Annalise aparecem — Connor e Laurel. Após uma confusão, Sam acidentalmente cai da escada e os alunos pensam que ele havia morrido. Mesmo após um instante, os alunos assustam-se com Sam enforcando Rebecca. Wes, rapidamente, mata Sam com um prêmio que era destinado para Asher—o único aluno de Annalise que não participou da situação. Quando Annalise volta para casa, encontra o corpo do marido e vê Wes pegando a arma do crime. Ela e Wes desenvolvem um plano para fazer o corpo de Sam desaparecer. Mais tarde, o corpo de Sam é encontrado e Annalise, mais uma vez, bola uma resolução e arma contra seu amante, Nate, que acaba na prisão, acusado de homicídio.

### Segunda temporada
Na segunda temporada, Annalise é acusada de matar Sam e enquadrar Nate. Também é mostrado em vários flashforwards que ela foi baleada e que está em estado crítico. Foi revelado que Sam estava traindo sua primeira esposa com Annalise e que ele era seu terapeuta.

### Terceira temporada
Na terceira temporada, Annalise é acusada pela morte de Wes Gibbins no incêndio em sua casa. Laurel Castillo se acidenta no incêndio na casa de sua professora e no hospital descobre estar grávida de Wes.

### Quarta temporada
Após ser absolvida das acusações de assassinatos na última temporada, Annalise tenta se reerguer, vendo a situação deplorável do judiciário ela cria sua Ação Coletiva que leva ao Supremo com ajuda de Olivia Pope (Scandal) e ao mesmo tempo tenta solucionar de fato os assassinatos não resolvidos de antigamente.